# Celestus microblepharis
Celestus microblepharis — вид веретільницеподібних ящірок родини Diploglossidae. Ендемік Ямайки.

## Поширення і екологія
Celestus microblepharis відомі з типової місцевості, розташованої в околицях Боскобелю в окрузі Сент-Мері. Вони жили в прибережних чагарникових заростях, що росли на вапнякових ґрунтах. Не спостерігалися впродовж останніх 40 років.

## Збереження
МСОП класифікує цей вид як такий, що перебуває на межі зникнення. Celestus microblepharis загрожує знищення природного середовища та хижацтво з боку здичавілих кішок і малих індійських мангустів.